# Bisdom Nagoya
Het bisdom Nagoya (Latijn: Dioecesis Nagoyaensis, Japans: カトリック名古屋教区, katorikku Nagoya kyōku) is een in Japan gelegen rooms-katholiek bisdom met zetel in de stad Nagoya. Het bisdom behoort tot de kerkprovincie Osaka, en is, samen met de bisdommen Hiroshima, Kioto en Takamatsu suffragaan aan het aartsbisdom Osaka.
Het bisdom omvat de prefecturen Aichi, Fukui, Gifu, Ishikawa en Toyama in de regio Chubu.

## Geschiedenis
Op 18 februari 1922 werd door paus Pius XI met de apostolische constitutie In hac sublimi de apostolische prefectuur Nagoya opgericht. Delen van dit gebied behoorden eerder tot het aartsbisdom Tokio en de apostolische prefectuur Niigata. De prefectuur werd met de constitutie Praefectura Apostolica op 16 april 1962 door paus Johannes XXIII tot bisdom verheven en suffragaan gesteld aan de aartsbisschop van Osaka.

## Bisschoppen van Nagoya

### Apostolische prefecten
- 1926–1941: Joseph Reiners SVD
- 1945–1962: Peter Magoshiro Matsuoka

### Bisschoppen
- 1962–1969: Peter Magoshiro Matsuoka
- 1969–1993: Aloysius Nobuo Soma
- sinds 1993: Augustinus Jun’ichi Nomura

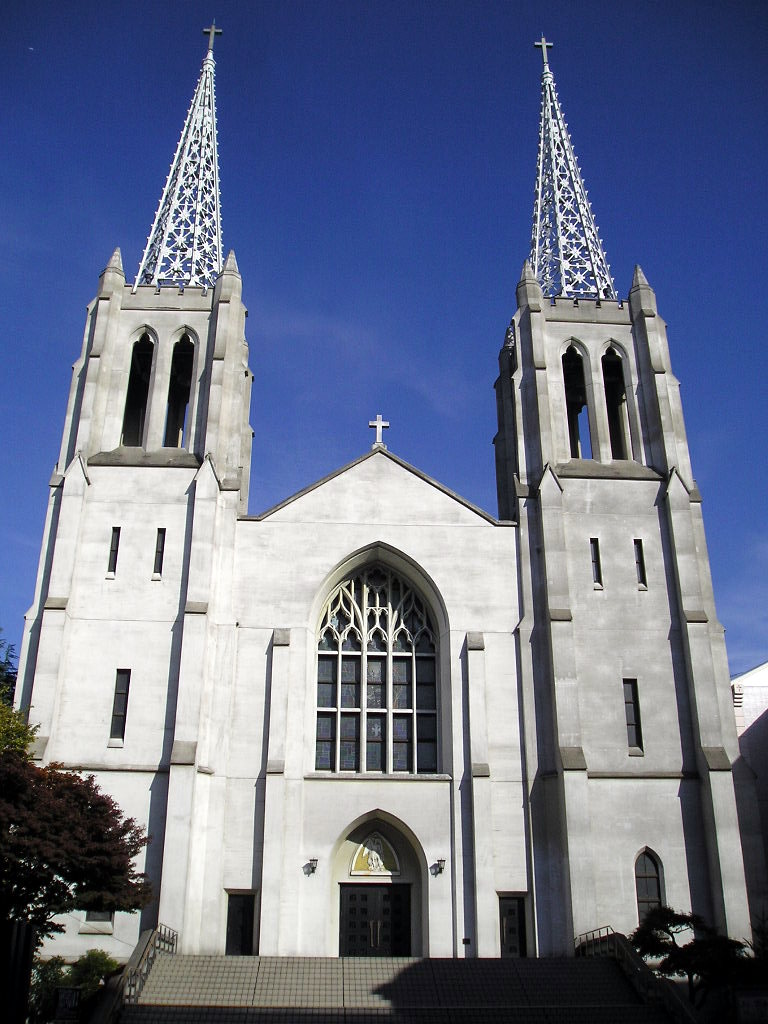
Kathedraal van Nagoya